# جمعية البنك التجاري الإثيوبي
جمعية البنك التجاري الإثيوبي (المعروف أيضًا باسم بنك إثيوبيا نيجد) هو نادي كرة قدم إثيوبي محترف، يقع في مدينة أديس أبابا. يلعب في الدوري الإثيوبي الممتاز، وهو أعلى مستوى لكرة القدم الاحترافية في إثيوبيا.

## تاريخ
تأسس النادي في عام 1982 (1975 تقويم إثيوبي) من قِبَل البنك التجاري الإثيوبي.
في عام 2010، تم تغيير اسم النادي من نادي البنوك الرياضية إلى جمعية البنك التجاري الرياضي الإثيوبي.
في موسم 2020/21، لعب النادي في الدوري الإثيوبي الدرجة الأولى وتقدم إلى الدوري الإثيوبي العالي.
في موسم 2021/22، ظهر النادي لأول مرة بعد غياب طويل عن الدوري الإثيوبي العالي لكنه فشل في التأهل للدوري الممتاز باعتباره وصيفًا لنادي إثيو إليكتريك.
ويضم الفريق الحالي للرجال مجموعة من اللاعبين مثل بصيرو عمر، وفتدين جمال، وكيتيكا جيما، وفؤاد فريجاء.

## الألقاب

### محلي

#### الدوري
- الدوري الإثيوبي الممتاز: 2023–24

#### الكؤوس
- كأس مدينة أديس أبابا: 2014

## الأداء في مسابقات الاتحاد الإفريقي لكرة القدم
- كأس الكونفيدرالية الإفريقية: مشاركتان

2005 - الدور الأول
2010 - الدور الأول